# Bishop's Cove
Bishop's Cove is een gemeente (town) in de Canadese provincie Newfoundland en Labrador, in het zuidoosten van het eiland Newfoundland.

## Geschiedenis
In 1969 werd het dorp een gemeente met de status van local government community (LGC). In 1980 werden LGC's op basis van de Municipalities Act als bestuursvorm afgeschaft. De gemeente werd daarop automatisch een community om een aantal jaren later uiteindelijk een town te worden.

## Geografie
De gemeente ligt aan Conception Bay in het oosten van het schiereiland Bay de Verde, dat deel uitmaakt van het grote schiereiland Avalon. Bishop's Cove maakt deel uit van de Agglomeratie Bay Roberts.

## Demografie
In de periode tussen 1991 en 2016 kende de gemeente Bishop's Cove zowel periodes van demografische groei als van demografische neergang. In 2021 telde de plaats 252 inwoners, een inwonertal dat 31,7% lager ligt in vergelijking met 30 jaar eerder. 
| Jaar | Aantal inwoners | Verschil |
| ---- | --------------- | -------- |
| 1991 | 369             | –        |
| 1996 | 282             | -23,6%   |
| 2001 | 310             | +9,9%    |
| 2006 | 329             | +6,1%    |
| 2011 | 275             | -16,4%   |
| 2016 | 287             | +4,4%    |
| 2021 | 252             | -12,2%   |

## Zie ook

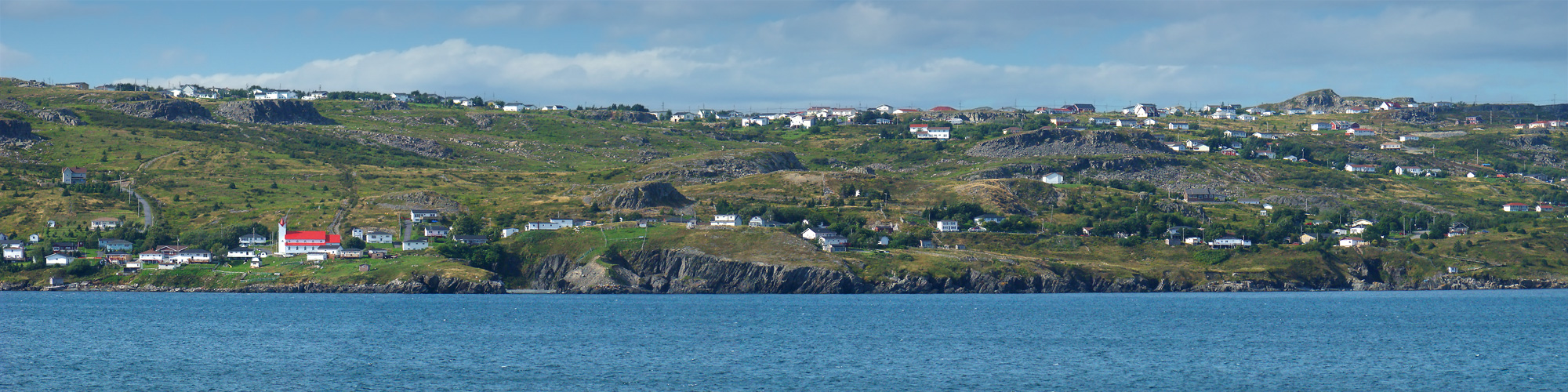
Zicht op de kustlijn van Bishop's Cove